# Зелёная дача (Шуваловский парк)
Зелёная дача — исторический деревянный особняк на территории Шуваловского парка в Парголово, построенный в конце XIX века. Не имеет статуса ОКН, однако входит в охранную зону паркового ансамбля.
Шуваловский парк основал граф Пётр Шувалов в 1747 году, заложив его в границах собственного имения. В 1877 году наследники Шувалова продали часть земель «Товариществу на паях для устройства дачных помещений в Шувалове», после чего на участках между Поклонной горой и парком стали возводить частные дома. Одним из них стала «Зелёная дача» — деревянный дом площадью 160,3 м² с участком 168 м². Дом был перестроен в 1955 году, тогда заложили веранду, на первом этаже добавили новое окно.
В 1947 году Шуваловский парк передали в хозяйственное управление Института токов высокой частоты имени В. П. Вологдина (ВНИИТВЧ). Организация должна была содержать в надлежащем состоянии исторические постройки парка, в том числе «Зелёную дачу». За неисполнение обязанностей по сохранению зданий институт неоднократно получал штрафы и предписания суда по выплате неустоек. Вплоть до мая 2019 года в «Зелёной даче» проживали сотрудники ВНИИТВЧ, однако ремонт или реставрация не проводились. 8 мая 2019 в здании вспыхнул пожар, на тушении было задействовано 4 пожарных расчёта.
19 мая 2020 года на торгах Российского аукционного дома «Зелёная дача» была продана частному лицу за 9,2 млн рублей.